# Nick Valensi

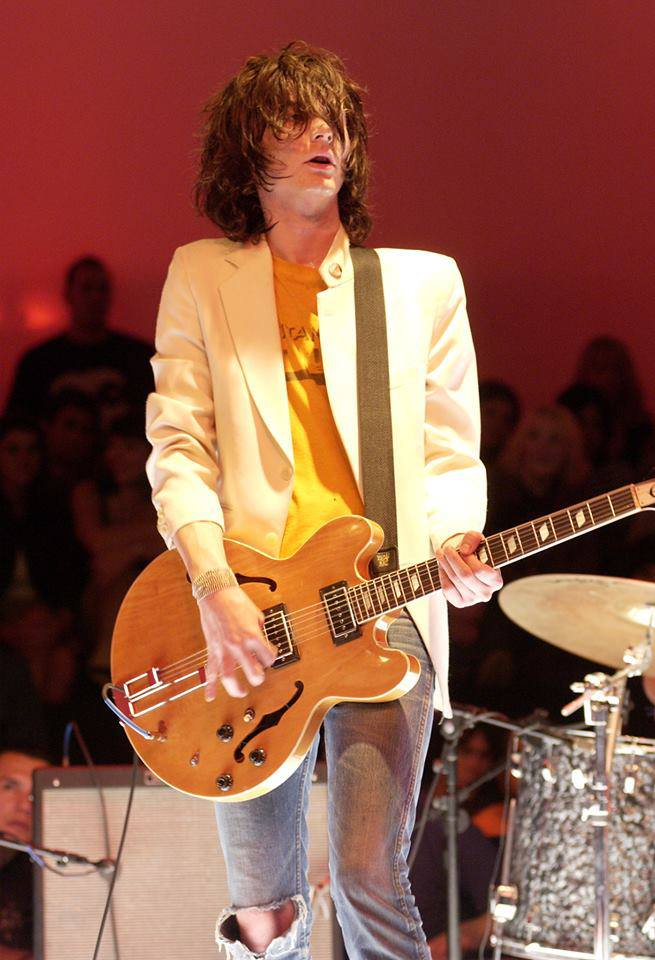

Nick Valensi (New York, 16 januari 1981) is een van de twee gitaristen van rockband The Strokes, samen met Albert Hammond jr. Ook heeft hij in 2013 zijn eigen band opgericht: CRX.
- MusicBrainz: 389b319e-43b9-4491-b5a3-e0aaafd49c5d
- Nationale Bibliotheek van Tsjechië: xx0203682
- Virtual International Authority File: 5146522291032390713